# Supercopa do Paraguai de Futebol de 2023
A Supercopa Paraguai de 2023 foi a terceira edição deste campeonato, que deveria ter o embate entre o campeão com maios pontos da Primera División de Paraguai 2023 e o campeão da Copa Paraguai 2023. 
Porém, devido ao clube Libertad ter conquistando ambos os torneios na temporada de 2023, esta edição da Supercopa do Paraguai foi ortogada diretamente para o Libertad, o qual se consagrou campeão da competição pela primeira vez na sua história.

## Participantes
| Clube    | Cidade   | Classificação                                                        | Participação |
| -------- | -------- | -------------------------------------------------------------------- | ------------ |
| Libertad | Assunção | Campeão do Primera División de Paraguai 2023 e da Copa Paraguai 2023 | 1ª           |

## Premiação
| Supercopa do Paraguai de 2023 |
| ----------------------------- |
| Libertad Campeão (1.º título) |